# Ministry of Education (Singapur)
Das Ministry of Education (Abkürzung: MOE; Malaiisch: Kementerian Pendidikan; Chinesisch: 教育部; Tamil: கல்வி அமைச்சு) ist ein Ministerium der Regierung von Singapur, das die Formulierung und Umsetzung der Bildungspolitik in Singapur regelt. Es wird derzeit von Sekretär Lawrence Wong geleitet, der die Ausbildung von der Grundschule bis zum College überwacht.

## Organisatorische Struktur
Das Ministerium beaufsichtigt derzeit 10 gesetzliche Gremien: SkillsFuture Singapore, Singapore Examinations and Assessment Board, ISEAS-Yusof Ishak Institute, Institut für technische Bildung (Institute of Technical Education), Singapore Polytechnic, Ngee Ann Polytechnic, Temasek Polytechnic, Nanyang Polytechnic, Republic Polytechnic und Science Centre, Singapur.
Im Jahr 2016 wurde ein neuer gesetzlicher Ausschuss des Bildungsministeriums (MOE), SkillsFuture Singapore (SSG), gebildet, um die Implementierung von SkillsFuture voranzutreiben und zu koordinieren. Es übernahm einige der Funktionen, die derzeit von der Singapore Workforce Development Agency (WDA) wahrgenommen werden, und übernahm das Committee for Private Education (CPE).
Die vom Bildungsministerium beschäftigten Beamten sind in mehrere Gewerkschaften unterteilt, darunter die Singapore Teachers 'Union, die Singapore Chinese Teachers' Union, die Singapore Malay Teachers 'Union und die Singapore Tamil Teachers' Union for Education Officers. und die Amalgamated Union of Public Employees für die Nicht-Bildungsbeauftragten. Alle diese Gewerkschaften sind Mitglieder des Nationalen Gewerkschaftskongresses.

## SkillsFuture
Die SkillsFuture-Initiative wurde 2015 eingeführt, um Singapurs nächste Stufe des wirtschaftlichen Fortschritts zu unterstützen, indem Singapurern Möglichkeiten für lebenslanges Lernen und die Entwicklung von Fähigkeiten geboten werden. SkillsFuture zielt darauf ab, das volle Potenzial aller Singapurer auszuschöpfen, unabhängig von Hintergrund und Branche. Das Programm enthält mehrere wichtige Initiativen wie SkillsFuture Credit und SkillsFuture Earn and Learn. SkillsFuture richtet sich an viele Interessengruppen mit Initiativen, die sich an Studenten, erwachsene Lernende, Arbeitgeber und Schulungsanbieter konzentrieren. Im Allgemeinen umfasst SkillsFuture eine breite Palette von politischen Instrumenten, die sich über einen längeren Zeitraum an ein breiteres Spektrum von Begünstigten richten – Schuljahre, frühe Karriere, mittlere Karriere oder Silberjahre – und eine Vielzahl von Ressourcen zur Verfügung haben, um ihnen zu helfen, ihre Fähigkeiten zu beherrschen.
Jeder Staatsbürger Singapurs ab 25 Jahren erhält von der Regierung Singapurs 500 S $ (ca. 370 S $) für den SkillsFuture Credit, um in sein persönliches Lernen zu investieren. Diese Summe kann für Weiterbildungskurse an lokalen Hochschulen sowie für Kurzkurse von MOOC-Anbietern wie Udemy, Coursera und edX verwendet werden.
Bis Ende 2017 wurde der SkillsFuture-Kredit von über 285.000 Singapurern genutzt. Zu dieser Zeit gab es mehr als 18.000 von SkillsFuture anerkannte Kurse. Ab 2016 gab es auch insgesamt 40 Earn and Learn-Programme.
SkillsFuture hat ein mehrstufiges Schulungssystem mit Dutzenden von Initiativen und Programmen eingerichtet, die auf die unterschiedlichen Qualifizierungsbedürfnisse verschiedener sozialer Gruppen wie Studenten und Mitarbeiter in verschiedenen Karrierestufen zugeschnitten sind. Darüber hinaus investiert SkillsFuture auch in Formen der Zusammenarbeit in der Industrie, um die breite Basis privater Unternehmen zu stärken und die Zusammenarbeit zwischen Ausbildungseinrichtungen, Gewerkschaften, Handelsverbänden und Arbeitgebern zu stärken, um die Fähigkeiten der singapurischen Belegschaft zu entwickeln. In Bezug auf die Finanzierung wurden laut dem Haushaltsbericht der Regierung von Singapur im Geschäftsjahr 2018 220 Millionen US-Dollar für SSG bereitgestellt, um Pläne, Richtlinien und Strategien zur Unterstützung von Programmen zur Entwicklung von Fähigkeiten im Rahmen von SkillsFuture umzusetzen.

## Minister
Das Ministerium wird vom Bildungsminister geleitet, der als Teil des Kabinetts von Singapur ernannt wird. Die Position wird derzeit von Lawrence Wong von der People’s Action Party besetzt.
Angesichts des wachsenden Bildungsumfangs in Singapur und der Einführung von SkillsFuture im Jahr 2016 wurde das Bildungsministerium von zwei Ministern geleitet – einem Minister (Schulen), der die Vorschul-, Grundschul-, Sekundarschul- und Junior-College-Ausbildung überwacht; und ein weiterer Minister (Hochschulbildung und Qualifikationen), der das ITE, die Fachhochschulen, die Universitäten und SkillsFuture überwacht.
Im Jahr 2018 wurde das Ministerium wieder von einem einzigen Minister geleitet, zusammenschluss des Bildungsministers und des Ministers für künftige Bildung.
| Minister                                             | Semesterbeginn          | Schlussendlich         | Politische Partei           | Ref.                   |
| Minister for Education                               | Minister for Education  | Minister for Education | Minister for Education      | Minister for Education |
| ---------------------------------------------------- | ----------------------- | ---------------------- | --------------------------- | ---------------------- |
| Chew Swee Kee                                        | 6. April 1955           | 4 March 1959           | Labour Front                |                        |
| Lim Yew Hock                                         | March 1959              | 3 June 1959            | Singapore People’s Alliance |                        |
| Yong Nyuk Lin                                        | 5 June 1959             | 18 October 1963        | People’s Action Party       |                        |
| Ong Pang Boon                                        | 19 October 1963         | 5. September 1970      | People’s Action Party       |                        |
| Lim Kim San                                          | 6. September 1970       | 15. September 1972     | People’s Action Party       |                        |
| Lee Chiaw Meng                                       | 16. September 1972      | 1 June 1975            | People’s Action Party       |                        |
| Chua Sian Chin                                       | 2 June 1975             | 11 February 1979       | People’s Action Party       |                        |
| Goh Keng Swee                                        | 12 February 1979        | 31 May 1980            | People’s Action Party       |                        |
| Tony Tan Keng Yam                                    | 1 June 1980             | 31 May 1981            | People’s Action Party       |                        |
| Goh Keng Swee                                        | 1 June 1981             | 31 December 1984       | People’s Action Party       |                        |
| Tony Tan Keng Yam                                    | 2 January 1985          | 29 December 1991       | People’s Action Party       |                        |
| Lee Yock Suan                                        | 1 January 1992          | 24 January 1997        | People’s Action Party       |                        |
| Teo Chee Hean                                        | 25 January 1997         | 31 July 2003           | People’s Action Party       |                        |
| Tharman Shanmugaratnam                               | 1. August 2003          | 31 March 2008          | People’s Action Party       |                        |
| Ng Eng Hen                                           | 1. April 2008           | 20 May 2011            | People’s Action Party       |                        |
| Heng Swee Keat                                       | 21 May 2011             | 30. September 2015     | People’s Action Party       |                        |
| Minister for Education (Schools)                     |                         |                        |                             |                        |
| Ng Chee Meng                                         | 1 October 2015 (Acting) | 31 October 2016        | People’s Action Party       |                        |
| Ng Chee Meng                                         | 1. November 2016        | 30. April 2018         | People’s Action Party       |                        |
| Minister for Education (Higher Education and Skills) |                         |                        |                             |                        |
| Ong Ye Kung                                          | 1 October 2015 (Acting) | 31 October 2016        | People’s Action Party       |                        |
| Ong Ye Kung                                          | 1. November 2016        | 30. April 2018         | People’s Action Party       |                        |
| Minister for Education                               |                         |                        |                             |                        |
| Ong Ye Kung                                          | 1 May 2018              | 26 July 2020           | People’s Action Party       |                        |
| Lawrence Wong                                        | 27 July 2020            | Incumbent              | People’s Action Party       |                        |